# Hellyethira selaput
Hellyethira selaput är en nattsländeart som beskrevs av Wells och Huisman 1992. Hellyethira selaput ingår i släktet Hellyethira och familjen smånattsländor. Inga underarter finns listade i Catalogue of Life.